# VIRGOHI21
VIRGOHI21是一个迄今为止最为奇特的星系，其中不包括任何恒星或是行星。 VIRGOHI21星系位于室女座星系群中，2007年6月18日美国康奈尔大学科学家领导的国际天文学研究小组宣布，最终证实该天体构造其实是一个暗星系，其尺寸与普通的星系差不多，但却完全由暗物质组成。 
通过设在荷兰的“威斯特博尔克综合射电天文望远镜”（Westerbork Synthesis Radio Telescope），精确测定了该星系的大小。通过哈伯太空望远镜的进一步观测，发现该星系中不存在一颗恒星，甚至连构成普通恒星和行星的物质也找不到。
在研究超级星系M99(NGC 4254)时意外发现VIRGOHI21星系，在M99星系周围观测到典型的气体发光现象，后来的重力测量结果显示，M99星系旁边肯定存在着一个巨大的重力源，但是却观测不到任何可见的星系。
据研究资料显示，“VIRGOHI21”暗星系的质量大约为太阳的1000亿倍，距离地球5000多万光年。